# Анелька, Николя
Николя́ Себастье́н Анелька́ (фр. Nicolas Sébastien Anelka, французское произношение [nikɔla anɛlka]; род. 14 марта 1979[…], Ле-Шене) — французский футболист, нападающий, играл за сборную Франции. Чемпион Европы по футболу 2000 года.
Анелька начал свою карьеру в «Пари Сен-Жермен», но вскоре перешёл в «Арсенал», где быстро стал игроком основного состава и получил звание лучшего молодого игрока по версии Профессиональной футбольной ассоциации. «Реал Мадрид» выкупил Анелька за рекордную сумму £22,3 миллиона в 1999 году, но он не смог закрепиться в основном составе и был выкуплен «Пари Сен-Жермен» за £20 миллионов. Несмотря на регулярные выступления в Париже, он вновь обращает своё внимание на чемпионат Англии; в январе 2002 года футболист отправляется в аренду в «Ливерпуль», а в начале сезона 2002/03 присоединяется к «Манчестер Сити», выкупившим его за £13 миллионов.
После трёх сезонов в Манчестере он переходит в «Фенербахче» и отыгрывает там один сезон, после чего снова возвращается в Англию, чтобы подписать контракт с «Болтон Уондерерс» — суммы переходов составили соответственно 7 млн фунтов стерлингов и 8 млн фунтов стерлингов.
Анелька имеет большое количество сыгранных игр за национальную сборную. Первым международным турниром, выигранным им, стал Евро 2000. Нерегулярность выступлений за основные составы своих клубов отрицательно сказалась и на частоте его участия в международных матчах, но он вернулся в национальную сборную на Евро 2008. В 2010 году покинул сборную Франции из-за конфликта с тренером. Титулованный итальянский тренер Карло Анчелотти описывает Анелька как быстрого игрока, умеющего бороться в воздухе и обладающего хорошими техникой, ударом, контролем мяча.

## Ранние годы
Родители Николя, Маргарита и Жан-Филипп — выходцы из Мартиники, приехали во Францию в 1974 году. Они поселились в Трапах, Ивелине и стали работать в Министерстве образования. Анелька говорил, что на Мартинике в 1990-е годы проживали многие его родственники — обе бабушки, дяди и многочисленные двоюродные братья.

## Клубная карьера

### Первые клубы
Свою карьеру Анелька начал во французском «Пари Сен-Жермен», из которого в 17-летнем возрасте переехал в «Арсенал» в начале 1997 года.
В феврале 1997 года, в возрасте 17 лет, он присоединился к лондонскому «Арсеналу» за £500,000 под руководством Арсена Венгера. Свой первый гол за «Арсенал» Анелька забил в домашнем матче против «Манчестер Юнайтед», закончившийся победой со счётом 3:2. В сезоне 1996/97 он редко выходил в основном составе, но сумел пробиться в него в следующем сезоне после продолжительной травмы нападающего Иана Райта. В финале Кубка Англии Николя забил мяч в ворота «Ньюкасл Юнайтед». В сезоне 1998/1999 Николя был твёрдым игроком стартового состава «канониров» и по итогам чемпионата забил 17 голов, заняв второе место в списке лучших бомбардиров чемпионата (лишь на один мяч его сумели обойти Джимми Флойд Хассельбайнк, Майкл Оуэн и Дуайт Йорк).
Через год Николя перешёл в «Реал Мадрид» за 22,3 миллион фунтов стерлингов. И «Арсенал», и сам Анелька были удовлетворены сделкой. В свой единственный сезон в Испании Николя успел выиграть Лигу чемпионов УЕФА, дважды забив в полуфинале в ворота «Баварии», предрешив исход противостояния. Несмотря на это, сезон для Николя сложился не лучшим образом. Закрепиться в составе клуба ему не удалось, а за сезон он отличился лишь четырьмя голами во всех турнирах. Из-за строптивого характера форвард стал участником нескольких скандальных историй и негативно влиял на атмосферу в команде. После завершения сезона в Мадриде приняли решение расстаться с Анелька.
Проведя лишь 12 месяцев на «Сантьяго Бернабеу», Анелька вернулся в «Пари Сен-Жермен» и за 18 месяцев забил в новом клубе 18 мячей, а потом отправился в аренду в «Ливерпуль», где тренером работал его соотечественник Жерар Улье. На «Энфилде» Анелька не стал игроком основного состава, и это стало причиной его переезда в «Манчестер Сити» под руководство Кевина Кигана. В составе «Горожан» Анелька забивал регулярно: за два с половиной года 46 мячей. Пенальти в ворота Челси, который Анелька заработал и сам же реализовал в октябре 2004 года, стал причиной единственного поражения «Челси» в сезоне, когда «Челси» впервые выиграл чемпионат под руководством Жозе Моуринью.

### «Фенербахче»
В марте 2006 года главный тренер «Тоттенхэма» Мартин Йол заявил, что в планы лондонского клуба входит приобретение Николя Анелька, который не раз заявлял о своём желании вернуться в Англию. Летом того же года появились сведения о заинтересованности нескольких крупных европейских клубов в услугах Анелька. В их числе значатся бременский «Вердер», французский «Олимпик Лион» и английские «Ливерпуль» и «Портсмут». Главный тренер мерсисайдцев Рафаэль Бенитес в лице французского футболиста рассчитывал найти замену ушедшему в «Марсель» Джибрилю Сиссе. Руководство «Фенербахче», в свою очередь, было намерено пополнить клубный бюджет за счёт продажи форварда как минимум на 12 миллионов евро. Однако, в августе руководство турецкого клуба запросило за трансфер в «Портсмут» 15 млн евро. Трансфер сорвался из-за чрезмерно высокой стоимости трансфера. Владелец «Портсмута» израильский бизнесмен Аркадий Гайдамак лично летал в Стамбул, чтобы уговорить Анелька перейти в его клуб, однако игрок решил остаться в «Фенербахче», так как испытывал большое удовольствие, работая с новым главным тренером команды бразильцем Зико. Несмотря на это, через неделю Анелька признался в своём интервью, что больше не хочет выступать в чемпионате Турции.

Мне не нравится играть здесь. Люблю получать удовольствие от игры, а в Турции это у меня не получается. Очень хочу вернуться в Англию. Если мне поступит предложение из Италии или Испании, то подумаю над ним, но, скорее всего, все же откажусь.

Анелька не явился на несколько тренировок, вследствие чего был переведён в дубль «Фенербахче». Решение о переводе было принято главным тренером команды бразильцем Зико, который также заявил, что на место в составе «Фенербахче» в ответном матче против «Динамо Киев» в рамках третьего квалификационного раунда Лиги чемпионов УЕФА француз может даже не рассчитывать.

### «Болтон Уондерерс»
Анелька подписал четырёхлетний контракт с английским «Болтон Уондерерс». Руководство английского клуба выложило 8 млн фунтов стерлингов за трансфер из турецкого «Фенербахче», где он выступал на протяжении последних полутора лет.

Николя отличный игрок, имеющий большой опыт выступлений в Премьер-лиге. Терпение и спокойствие являются его главными положительными качествами на футбольном поле. Он рождён, чтобы забивать голы. Отмечу, что мы проделали огромную работу, чтобы заполучить этого игрока в состав своей команды.— главный тренер «Болтона» Сэм Эллардайс.
В январе 2007 года Анелька заявил, что хотел бы вернуться в лондонский «Арсенал», в котором когда-то начал свою карьеру.

Было бы просто превосходно выйти на поле вновь в футболке «Арсенала». Это один из величайших клубов с большими амбициями. Арсен Венгер входит в число лучших тренеров мира. Я прожил множество замечательных мгновений на «Хайбери». Вклад «Арсенала» в мою жизнь переоценить невозможно.
Весной 2007 года появились слухи о намеченном переходе Анелька в «Ювентус» и даже о том, что «Болтон» якобы рассматривает вероятной кандидатурой на место Анелька нападающего «Лорьяна» Андре-Пьера Жиньяка. Позднее, по сообщению The Guardian, после того как манкунианцы договорились о переходе на «Олд Траффорд» португальского вингера Нани, бразильского полузащитника Андерсона и английского полузащитника «Баварии» Оуэна Харгривза, главный тренер команды сэр Алекс Фергюсон объявил Анелька следующей трансферной целью. Однако спустя неделю французский нападающий опроверг эти слухи.

Со мной никто не связывался из «Манчестер Юнайтед». Удивительно, что журналисты знают раньше, чем я, где буду выступать в следующем сезоне. Хотя, безусловно, я бы принял предложение МЮ с огромным удовольствием
За полтора сезона в «Болтоне» Николя сыграл 53 матча и забил 22 мяча.

### «Челси»
11 января 2008 года Анелька был выкуплен «Челси» из «Болтона» за 15 миллионов фунтов Архивная копия от 13 января 2014 на Wayback Machine и подписал контракт на 3,5 года. Свой первый гол за «Челси» он забил 2 февраля в матче против «Портсмута». В финале Лиги Чемпионов сезона 2007/08 не реализовал один из пенальти. В итоге «Челси» проиграл «Манчестер Юнайтед». В предсезонной подготовке сезона 2008/09 в рамках «Кубка РЖД», организованного в Москве столичным «Локомотивом», забил Милану 4 гола. В итоге «Челси» обыграл «Милан» со счётом 5:0 и стал третьим на турнире.
В начале сезона травмировался Дидье Дрогба, Анелька занял его место и очень впечатляющее начал сезон 2008/09. По итогам сезона 08/09 в АПЛ стал лучшим бомбардиром, забив 19 голов. 1 ноября 2008 года Анелька забил свой первый хет-трик за «Челси» в матче против «Сандерленда», результатом которого стала победа хозяев со счётом 5:0. Он зарекомендовал себя как важного члена состава и сохранил своё место в команде, несмотря на выздоровление Дрогба. После прихода Гуса Хиддинка Анелька стал чаще играть на фланге. 10 мая он забил гол своему бывшему клубу «Арсенал» и помог «синим» победить со счётом 4:1, в результате чего это стало худшим домашним поражением «Арсенала» за последние 38 лет.
Анелька забил свой первый гол в сезоне в матче против «Фулхэма», закончившемся победой «Челси» со счётом 2:0 на стадионе «Крейвен Коттедж». В следующие выходные он подтвердил свою хорошую форму, забив гол в матче против «Бернли». Один из своих лучших голов сезона Анелька забил в ворота АПОЭЛЯ ударом из-за пределов штрафной. Свой третий гол сезона, помогший команде выиграть со счётом 2:0, Анелька забил в матче против «Ливерпуля» на «Стэмфорд Бридж», второй же гол матча забил его партнёр по сборной Франции Флоран Малуда. Анелька продолжил свою прекрасную голевую серию в Лиге чемпионов после победы над «Порту» на стадионе Драгау со счётом 1:0, что сделало «Челси» второй английской командой, сумевшей выиграть на домашней арене «Порту». Он продолжил свой счёт голам в этом сезоне, забив первый гол «Челси» в ничейном матче против «Эвертона» в премьер-лиге, закончившемся со счётом 3:3. Это был его первый гол в соревновании с октября. 16 января 2010 год, выздоровев после травмы, Анелька дважды забил в разгромном матче против «Сандерленда» (7:2).
В конце марта 2010 года Анелька заявил, что намерен остаться в «Челси», с руководителями которого он пока никак не может договориться о подписании нового контракта.

В «Челси» я чувствую себя как дома. Сейчас я счастлив, но буду ещё более рад, если мы выиграем в этом сезоне чемпионат Англии. Я очень доволен, что играю за эту команду. До этого я играл за многие великие клубы, но в моём возрасте хочется стабильности, хочется быть частью клуба, который станет для тебя твоим домом. Сейчас я играю в одном из сильнейших клубов мира и не хочу переходить в другую команду.
С приходом на пост главного тренера «Челси» Андре Виллаша-Боаша летом 2011 года начались разговоры о уходе Анелька из клуба. Французский форвардом интересовался «Пари Сен-Жермен», однако сделка не состоялась. В августе Николя сказал, что «с удовольствием» перешёл бы в махачкалинский «Анжи», но предложения не последовало. В сентябре Анелька выразил желание покинуть лондонский клуб, но позже сказал, что есть вероятность того, что он останется в «Челси». В ноябре Анелька заинтересовался китайский клуб «Шанхай Шэньхуа», предложивший ему трёхлетний контракт с заработной платой в 10,6 млн евро за сезон. Также интерес к форварду проявил канадский клуб «Монреаль Импакт». 12 декабря 2011 года Анелька подписал контракт с клубом «Шанхай Шэньхуа» на сумму в 10,6 млн евро за сезон; договор был подписан на 3 года. Также в этот клуб в качестве тренера был приглашён другой француз — Жан Тигана. 1 января 2012 года «Челси» с помощью официального сайта поблагодарил Анелька за годы выступлений в команде.

### Дальнейшая карьера
12 декабря китайский клуб «Шанхай Шэньхуа» подписал контракт с французским форвардом на два года. Вместе с Анелька «Шанхай Шэньхуа» подписал другого игрока «Челси» Дидье Дрогба. Анелька так же стал играющим тренером команды.
1 февраля 2013 года перешёл на правах аренды в туринский «Ювентус», с которым в этом же сезоне и выиграл Серию А, сыграв за все время меньше тайма. Контракт был подписан до 30 июня с возможностью продления на год.
4 июля 2013 года перешёл за 500 тысяч евро в Вест Бромвич Альбион. 34-летний нападающий подписал контракт по схеме «1+1». За новый клуб дебютировал 17 августа в матче против «Саутгемптона» (0:1). 22 августа появилась информация о том, что Анелька намерен завершить карьеру, однако его агент опроверг эту информацию. 28 декабря оформил дубль в ворота «Вест Хэма». После матча разразился скандал из-за жеста «кнель», который показал Анелька, забив гол. FA расценила этот жест как антисемитский (сам Анелька заявил что жест был посвящён французскому комику Дьедонне Мбала Мбала). 21 января FA выдвинула Анелька обвинения в связи с жестом и угрожала ему дисквалификацией на 5-10 матчей. Бразильский клуб «Атлетико Минейро» отказался от своих планов по подписанию контракта с бывшим нападающим «Вест Бромвича» Николя Анелька. Ещё 5 апреля 2014 года президент бразильского клуба через Твиттер объявил о согласовании сделки с Анелька. «Атлетико Минейро» надеялся представить 35-летнего француза в качестве своего игрока 15 апреля 2014 года. Однако Николя отправился в Кувейт для участия в 4-й молодёжной конференции, которую организовало Министерство по делам ислама и вакуфов, и агент футболиста отправил письмо, что Анелька сможет прибыть в Бразилию не раньше 19 апреля, «Атлетико Минейро» отказался от сделки. «Нам так и не удалось поговорить с самим игроком. У нас все было согласовано, но мы решили отозвать контракт. Мы не собираемся ждать до 19-го», — цитирует спортивного директора «Минейро» Эдуардо Малуфа Sky Sports.
15 сентября 2014 года перешёл в «Мумбаи Сити». Выступая за команду, был также её играющим тренером.

## Тренерская карьера
Имея опыт играющего тренера в «Шанхай Шэньхуа» и «Мумбаи Сити», Анелька в ноябре 2018 года получил тренерскую должность в «Лилле» для работы с молодыми футболистами клуба, преимущественно с нападающими.

## Карьера в сборной
На молодёжном уровне Николя Анелька стал играть за сборную Франции до 20 лет в 1997 году на молодёжном чемпионате мира. 22 апреля 1998 года он первый раз выступил за национальную сборную в матче против Швеции. Анелька фигурировал среди кандидатов на попадание в окончательную заявку Франции на чемпионат мира, но в итоге Эме Жаке его не включил, а о самом Анелька, по его же словам, в прессе писали едва ли не столько же, сколько о домашнем чемпионате мира. Первым главным турниром для Николя стал Чемпионат Европы 2000 года, в котором Франция победила. Также он являлся частью команды, которая выиграла Кубок конфедераций в 2001 году. Несмотря на многообещающее начало, Анелька потерял своё место в национальной команде и не заявлялся до 2007 года. Это связано с тем, что он не часто выходил в основном составе команды на клубном уровне, в основном благодаря тому, что он часто их менял.
Из-за обиды на Роже Лемерра Анелька сам отказался от участия в чемпионате мира 2002 года, хотя утверждалось, что Лемерр сам не был заинтересован в том, чтобы включить его в заявку. В ноябре 2002 года Анелька отказался от вызова в сборную на игру против Югославии, сказав, что больше не будет играть за сборную, если только его не попросит об этом стоя на коленях тренер Жак Сантини.
Анелька не попал в заявку сборной и на чемпионат мира 2006 года: когда травму получил Джибриль Сиссе, на замену Сиссе был вызван не Анелька, а форвард «Лиона» Сидней Гову.
Анелька был вызван в сборную Франции снова только в преддверии игр отборочного цикла Евро-2008 против сборных Шотландии и Фарерских островов, заменив в сборной двух других нападающих, Луиса Саа и Сиднея Гову, пропустивших игры из-за травм. Анелька вышел на замену в квалификационной стадии чемпионата Европы 2008 года в матче против Литвы 24 марта 2007 года и принёс победу сборной Франции точным ударом с 20 метров.
Николя Анелька попал в заявку сборной Франции на чемпионат Европы 2008 года, хотя уже давно был не на пике формы. В финале Лиги чемпионов 2008 года он не забил в послематчевой серии пенальти свой 11-метровый удар, что поставило под вопрос репутацию игрока даже в сборной.

### Конец карьеры в сборной
На чемпионате мира 2010 года в ЮАР Анелька сыграл 2 матча, не забив ни одного гола, причём после матча против сборной Мексики, который французы проиграли 0:2, Анелька был исключён из расположения сборной Франции за ругань и оскорбления в адрес главного тренера сборной Франции Раймона Доменека.
В перерыве игры против сборной Мексики при счёте 0:0 в раздевалке французов произошла перепалка, поскольку Доменек делал замечания игрокам, которые его слушали крайне невнимательно. Доменек высказался по поводу неубедительной игры Анелька и потребовал от него сменить позицию на поле и меньше обороняться, однако находившийся на взводе форвард «Челси» крайне резко ему ответил. Газета L'Equipe утверждала, что Анелька произнёс фразу: «Да пошёл ты к чёрту, грязный сукин сын!» и даже потребовал от Доменека не учить его, как играть, и эта фраза попала на первую полосу газеты. По сообщению газеты, после матча некоторые другие игроки сборной также вели себя крайне неадекватно. В итоге в перерыве матча Анелька на поле не вышел, а его заменил Андре-Пьер Жиньяк, но и замена форварда не спасла сборную Франции от поражения 0:2.
Федерация футбола Франции выразила возмущение поступку Анелька и запретила ему давать комментарии прессе, поскольку опасалась последствий, однако ещё до вступления в силу запрета Анелька заявил в интервью одному из изданий, что он действительно сказал в адрес Доменека при товарищах по сборной всё, что о нём думает, и не жалеет о сказанном. После небольшой консультации представителей федерации с Доменеком вице-президент федерации Кристиан Тентюрье сообщил о решении Доменека исключить Анелька из расположения сборной Франции. На собранной специально пресс-конференции президент федерации Жан-Пьер Эскалетт подтвердил факт оскорблений в адрес Доменека со стороны Анелька, но уточнил, что Анелька произнёс эти слова «где-то в углу» и совсем в другой форме. Также он добавил, что Анелька воспринял решение об исключении из команды «достойно и благородно».
В защиту Анелька выступил капитан сборной Патрис Эвра, сказав, что большинство его игроков считали возмущения Анелька в адрес тренера абсолютно справедливыми, а причиной попадания его слов в прессу стал тот факт, что кто-то его выдал. Вильям Галлас и вовсе назвал ложью утверждения L'Equipe, сказав, что игроки по сборной были свидетелями случившегося, однако некое «заинтересованное лицо» не захотело опровергать заметку журналистов. Многие одноклубники Анелька по «Челси» (в том числе Джон Терри) заявили, что Анелька всегда вёл себя спокойно и не мог «шуметь по пустякам», хотя он достаточно часто попадал в скандальную хронику жёлтой прессы. Сам Раймон Доменек в эфире телеканала TF1 выразил сожаление тому, что пресса раздула масштаб событий, и признал, что Анелька мог среагировать не самым правильным образом, поскольку находился под психологическим давлением. В то же время он заявил, что единственным упрёком в его адрес было то, что Анелька не извинился, и отчисления могло и не быть, если бы история не стала достоянием гласности.
После скандала на чемпионате мира Николя Анелька объявил о завершении карьеры в национальной сборной, однако 18 августа 2010 Федерация футбола Франции вынесла ему ещё дисквалификацию на 18 матчей. Более того, следующая после отчисления Анелька тренировка французской сборной была сорвана, а сам Анелька сказал уже после чемпионата мира, что был инициатором этого решения и его инициативу поддержали все игроки. На самой тренировке капитан команды Патрис Эвра чуть не подрался с тренером по физической подготовке Робертом Дюверном, после чего игроки ушли с поля.
В 2018 году Раймон Доменек признался, что Анелька не выражался в его адрес никоим образом: по словам тренера, он заявил игроку «Нико, я хочу, чтобы ты шел вглубь поля», в ответ на что недовольный своей игрой Анелька бросил бутсы на пол и ответил ему «Разберись со своей дрянной командой». В 2020 году в документальном фильме «Анелька: Непонятый» (англ. Anelka: Misunderstood) от Netflix сам Анелька сказал, что действительно не выкрикивал никаких оскорблений в адрес Доменека и даже потом подал в суд на L'Equipe за клевету, но проиграл дело, поскольку редактор имел право использовать преувеличение или провокацию в заголовках публикуемых статей. Описывая случившееся, Анелька сказал, что в момент ссоры с Доменеком был в крайне плохом настроении, поскольку по ходу матча вообще не получал мяч, а у команды не клеилась игра. В ответ на то, когда его окликнул Доменек, он попросту выплеснул все свои негативные эмоции, однако не переходил на личности, подчёркивая, что всегда отвечает за то, что делал и говорил.

## Личная жизнь
Брат Клод — агент Николя.
Жена Барбара Тозья — участница итальянского эстрадного оркестра «Eu4ya», в свободное время любит играть в теннис. У них есть общий сын. Анелька заявлял, что после ухода из футбола он хотел бы работать в киноиндустрии, потому что у него есть друг в этом бизнесе.
После разговоров с друзьями детства насчёт религии Анелька принял ислам в 2004 году в Объединённых Арабских Эмиратах, взяв мусульманское имя Абдул-Салам Билал. Первоначально Анелька рассматривал вариант ухода из европейского футбола в ОАЭ: «Я готов остаться здесь и играть за клуб в Эмиратах. Я не сильно желаю возвратиться в Англию или Францию». Однако этого не произошло, и вместо этого он перешёл в турецкий клуб.
В 2013 году во время выступления Анелька в английском клубе «Вест Бромвич Альбион» министр по делам спорта Франции Валери Фурнейрон обвинила спортсмена в антисемитизме после того, как он отпраздновал один из забитых голов с помощью жеста, который, как считается, воспроизводит нацистское приветствие.

## Достижения

### Командные
«Арсенал»
- Чемпион Премьер-лиги: 1997/98
- Обладатель Кубка Англии: 1998
- Обладатель Суперкубка Англии: 1998

«Реал Мадрид»
- Победитель Лиги чемпионов УЕФА: 2000

«Пари Сен-Жермен»
- Обладатель Кубка Интертото: 2001

«Фенербахче»
- Чемпион Турции: 2004/05

«Челси»
- Чемпион Премьер-лиги: 2009/10
- Обладатель Кубка Англии (2): 2009, 2010
- Финалист Лиги чемпионов УЕФА: 2008
- Обладатель Суперкубка Англии: 2009

«Ювентус»
- Чемпион Италии: 2012/13

Сборная Франции
- Чемпион Европы: 2000
- Обладатель Кубка конфедераций: 2001

### Личные
- Игрок месяца английской Премьер-лиги: февраль 1998, ноябрь 2008
- Команда года по версии ПФА (2): 1999, 2009
- Золотая бутса английской Премьер-лиги: 2008/09
- Молодой игрок года по версии ПФА: 1999
- Лучший бомбардир Кубка Англии: 2009/10

## Факты
- Занимает 14-е место среди богатейших футболистов Великобритании[66].
- Сыграл эпизодическую роль во французском фильме «Полный привод».

## Статистика выступлений

### Клубная статистика
| Выступление      | Выступление      | Выступление      | Лига | Лига | Кубок страны | Кубок страны | Кубок лиги | Кубок лиги | Еврокубки | Еврокубки | Итого | Итого |
| Клуб             | Лига             | Сезон            | Игры | Голы | Игры         | Голы         | Игры       | Голы       | Игры      | Голы      | Игры  | Голы  |
| ---------------- | ---------------- | ---------------- | ---- | ---- | ------------ | ------------ | ---------- | ---------- | --------- | --------- | ----- | ----- |
| Пари Сен-Жермен  | Дивизион 1       | 1995/96          | 2    | 0    | 0            | 0            | 0          | 0          | 0         | 0         | 2     | 0     |
| Пари Сен-Жермен  | Дивизион 1       | 1996/97          | 8    | 1    | 0            | 0            | 1          | 0          | 1         | 0         | 10    | 1     |
| Пари Сен-Жермен  | Итого            | Итого            | 10   | 1    | 0            | 0            | 1          | 0          | 1         | 0         | 12    | 1     |
| Арсенал          | Премьер-лига     | 1996/97          | 4    | 0    | 0            | 0            | 0          | 0          | 0         | 0         | 4     | 0     |
| Арсенал          | Премьер-лига     | 1997/98          | 26   | 6    | 9            | 3            | 3          | 0          | 2         | 0         | 40    | 9     |
| Арсенал          | Премьер-лига     | 1998/99          | 35   | 17   | 5            | 0            | 0          | 0          | 5         | 1         | 45    | 18    |
| Арсенал          | Итого            | Итого            | 65   | 23   | 14           | 3            | 3          | 0          | 7         | 1         | 89    | 27    |
| Реал Мадрид      | Примера          | 1999/00          | 19   | 2    | 0            | 0            | —          | —          | 9         | 2         | 28    | 4     |
| Реал Мадрид      | Итого            | Итого            | 19   | 2    | 0            | 0            | —          | —          | 9         | 2         | 28    | 4     |
| Пари Сен-Жермен  | Дивизион 1       | 2000/01          | 27   | 8    | 0            | 0            | 1          | 0          | 9         | 5         | 37    | 13    |
| Пари Сен-Жермен  | Дивизион 1       | 2001/02          | 12   | 2    | 0            | 0            | 0          | 0          | 7         | 3         | 19    | 5     |
| Пари Сен-Жермен  | Итого            | Итого            | 39   | 10   | 0            | 0            | 1          | 0          | 16        | 8         | 56    | 18    |
| Ливерпуль        | Премьер-лига     | 2001/02          | 24   | 4    | 2            | 1            | 0          | 0          | —         | —         | 26    | 5     |
| Ливерпуль        | Итого            | Итого            | 24   | 4    | 2            | 1            | 0          | 0          | —         | —         | 26    | 5     |
| Манчестер Сити   | Премьер-лига     | 2002/03          | 38   | 14   | 1            | 0            | 2          | 0          | 0         | 0         | 41    | 14    |
| Манчестер Сити   | Премьер-лига     | 2003/04          | 32   | 16   | 4            | 4            | 2          | 0          | 5         | 4         | 43    | 24    |
| Манчестер Сити   | Премьер-лига     | 2004/05          | 19   | 7    | 0            | 0            | 0          | 0          | 0         | 0         | 19    | 7     |
| Манчестер Сити   | Итого            | Итого            | 89   | 37   | 5            | 4            | 4          | 0          | 5         | 4         | 103   | 45    |
| Фенербахче       | Суперлига        | 2004/05          | 14   | 4    | 2            | 0            | —          | —          | 2         | 0         | 18    | 4     |
| Фенербахче       | Суперлига        | 2005/06          | 25   | 10   | 6            | 2            | —          | —          | 6         | 0         | 37    | 12    |
| Фенербахче       | Суперлига        | 2006/07          | 0    | 0    | 0            | 0            | —          | —          | 2         | 0         | 2     | 0     |
| Фенербахче       | Итого            | Итого            | 39   | 14   | 8            | 2            | —          | —          | 10        | 0         | 57    | 16    |
| Болтон Уондерерс | Премьер-лига     | 2006/07          | 35   | 11   | 3            | 0            | 1          | 1          | 0         | 0         | 39    | 12    |
| Болтон Уондерерс | Премьер-лига     | 2007/08          | 18   | 10   | 0            | 0            | 0          | 0          | 4         | 1         | 22    | 11    |
| Болтон Уондерерс | Итого            | Итого            | 53   | 21   | 3            | 0            | 1          | 1          | 4         | 1         | 61    | 23    |
| Челси            | Премьер-лига     | 2007/08          | 14   | 1    | 3            | 1            | 2          | 0          | 5         | 0         | 24    | 2     |
| Челси            | Премьер-лига     | 2008/09          | 37   | 19   | 5            | 4            | 0          | 0          | 12        | 2         | 54    | 25    |
| Челси            | Премьер-лига     | 2009/10          | 33   | 11   | 4            | 1            | 0          | 0          | 7         | 3         | 44    | 15    |
| Челси            | Премьер-лига     | 2010/11          | 32   | 6    | 3            | 1            | 1          | 2          | 9         | 7         | 45    | 16    |
| Челси            | Премьер-лига     | 2011/12          | 9    | 1    | 0            | 0            | 1          | 0          | 4         | 0         | 14    | 1     |
| Челси            | Итого            | Итого            | 125  | 38   | 15           | 7            | 4          | 2          | 37        | 12        | 181   | 59    |
| Шанхай Шэньхуа   | Высшая лига      | 2012             | 32   | 5    | 0            | 0            | 0          | 0          | 0         | 0         | 32    | 5     |
| Шанхай Шэньхуа   | Итого            | Итого            | 32   | 5    | 0            | 0            | 0          | 0          | 0         | 0         | 32    | 5     |
| Ювентус          | Серия А          | 2012/13          | 2    | 0    | 0            | 0            | 0          | 0          | 2         | 0         | 4     | 0     |
| Ювентус          | Итого            | Итого            | 2    | 0    | 0            | 0            | 0          | 0          | 2         | 0         | 4     | 0     |
| Всего за карьеру | Всего за карьеру | Всего за карьеру | 497  | 155  | 47           | 17           | 14         | 3          | 90        | 28        | 648   | 203   |

3 матча и 1 гол в Суперкубке Англии в этой таблице не учтены.

### Международная статистика
| Сборная          | Сезон            | Товарищеские | Товарищеские | Турниры | Турниры | Всего | Всего |
| Сборная          | Сезон            | Игры         | Голы         | Игры    | Голы    | Игры  | Голы  |
| ---------------- | ---------------- | ------------ | ------------ | ------- | ------- | ----- | ----- |
| Франция          | 1998             | 1            | 0            | 2       | 1       | 3     | 1     |
| Франция          | 1999             | 2            | 2            | 5       | 0       | 7     | 2     |
| Франция          | 2000             | 5            | 2            | 5       | 0       | 10    | 2     |
| Франция          | 2001             | 2            | 0            | 5       | 1       | 7     | 1     |
| Франция          | 2002             | 1            | 0            | 0       | 0       | 1     | 0     |
| Франция          | 2003             | 0            | 0            | 0       | 0       | 0     | 0     |
| Франция          | 2004             | 0            | 0            | 0       | 0       | 0     | 0     |
| Франция          | 2005             | 2            | 1            | 0       | 0       | 2     | 1     |
| Франция          | 2006             | 2            | 0            | 1       | 1       | 3     | 1     |
| Франция          | 2007             | 4            | 0            | 6       | 3       | 10    | 3     |
| Франция          | 2008             | 6            | 0            | 5       | 1       | 11    | 1     |
| Франция          | 2009             | 3            | 0            | 6       | 2       | 9     | 2     |
| Франция          | 2010             | 4            | 0            | 2       | 0       | 6     | 0     |
| Всего за карьеру | Всего за карьеру | 32           | 5            | 37      | 9       | 69    | 14    |

### Матчи и голы за сборную
| Матчи и голы Николя Анелька за сборную Франции | Матчи и голы Николя Анелька за сборную Франции | Матчи и голы Николя Анелька за сборную Франции | Матчи и голы Николя Анелька за сборную Франции | Матчи и голы Николя Анелька за сборную Франции | Матчи и голы Николя Анелька за сборную Франции | Матчи и голы Николя Анелька за сборную Франции |
| №                                              | Дата                                           | Оппонент                                       | Счёт                                           | Голы Анелька                                   | Соревнование                                   |                                                |
| ---------------------------------------------- | ---------------------------------------------- | ---------------------------------------------- | ---------------------------------------------- | ---------------------------------------------- | ---------------------------------------------- | ---------------------------------------------- |
| 1                                              | 22 апреля 1998                                 | Швеция                                         | 0:0                                            | —                                              | Товарищеский матч                              |                                                |
| 2                                              | 10 октября 1998                                | Россия                                         | 3:2                                            | 1                                              | Отборочные матчи ЧЕ-2000                       |                                                |
| 3                                              | 14 октября 1998                                | Андорра                                        | 2:0                                            | —                                              | Отборочные матчи ЧЕ-2000                       |                                                |
| 4                                              | 20 января 1999                                 | Марокко                                        | 1:0                                            | —                                              | Товарищеский матч                              |                                                |
| 5                                              | 10 февраля 1999                                | Англия                                         | 2:0                                            | 2                                              | Товарищеский матч                              |                                                |
| 6                                              | 27 марта 1999                                  | Украина                                        | 0:0                                            | —                                              | Отборочные матчи ЧЕ-2000                       |                                                |
| 7                                              | 31 марта 1999                                  | Армения                                        | 2:0                                            | —                                              | Отборочные матчи ЧЕ-2000                       |                                                |
| 8                                              | 5 июня 1999                                    | Россия                                         | 2:3                                            | —                                              | Отборочные матчи ЧЕ-2000                       |                                                |
| 9                                              | 9 июня 1999                                    | Андорра                                        | 1:0                                            | —                                              | Отборочные матчи ЧЕ-2000                       |                                                |
| 10                                             | 4 сентября 1999                                | Украина                                        | 0:0                                            | —                                              | Отборочные матчи ЧЕ-2000                       |                                                |
| 11                                             | 4 июня 2000                                    | Япония                                         | 2:2                                            | —                                              | Товарищеский матч                              |                                                |
| 12                                             | 6 июня 2000                                    | Марокко                                        | 5:1                                            | 1                                              | Товарищеский матч                              |                                                |
| 13                                             | 11 июня 2000                                   | Дания                                          | 3:0                                            | —                                              | Финальные матчи ЧЕ-2000                        |                                                |
| 14                                             | 16 июня 2000                                   | Чехия                                          | 2:1                                            | —                                              | Финальные матчи ЧЕ-2000                        |                                                |
| 15                                             | 21 июня 2000                                   | Нидерланды                                     | 2:3                                            | —                                              | Финальные матчи ЧЕ-2000                        |                                                |
| 16                                             | 25 июня 2000                                   | Испания                                        | 2:1                                            | —                                              | Финальные матчи ЧЕ-2000                        |                                                |
| 17                                             | 28 июня 2000                                   | Португалия                                     | 2:1                                            | —                                              | Финальные матчи ЧЕ-2000                        |                                                |
| 18                                             | 16 августа 2000                                | Сборная мира                                   | 5:1                                            | 1                                              | Товарищеский матч                              |                                                |
| 19                                             | 2 сентября 2000                                | Англия                                         | 1:1                                            | —                                              | Товарищеский матч                              |                                                |
| 20                                             | 7 октября 2000                                 | ЮАР                                            | 0:0                                            | —                                              | Товарищеский матч                              |                                                |
| 21                                             | 27 февраля 2001                                | Германия                                       | 1:0                                            | —                                              | Товарищеский матч                              |                                                |
| 22                                             | 30 мая 2001                                    | Республика Корея                               | 5:0                                            | 1                                              | Кубок конфедераций 2001                        |                                                |
| 23                                             | 1 июня 2001                                    | Австралия                                      | 0:1                                            | —                                              | Кубок конфедераций 2001                        |                                                |
| 24                                             | 3 июня 2001                                    | Мексика                                        | 4:0                                            | —                                              | Кубок конфедераций 2001                        |                                                |
| 25                                             | 7 июня 2001                                    | Бразилия                                       | 2:1                                            | —                                              | Кубок конфедераций 2001                        |                                                |
| 26                                             | 10 июня 2001                                   | Япония                                         | 1:0                                            | —                                              | Кубок конфедераций 2001                        |                                                |
| 27                                             | 11 ноября 2001                                 | Австралия                                      | 1:1                                            | —                                              | Товарищеский матч                              |                                                |
| 28                                             | 17 апреля 2002                                 | Россия                                         | 0:0                                            | —                                              | Товарищеский матч                              |                                                |
| 29                                             | 9 ноября 2005                                  | Коста-Рика                                     | 3:2                                            | 1                                              | Товарищеский матч                              |                                                |
| 30                                             | 12 ноября 2005                                 | Германия                                       | 0:0                                            | —                                              | Товарищеский матч                              |                                                |
| 31                                             | 1 марта 2006                                   | Словакия                                       | 1:2                                            | —                                              | Товарищеский матч                              |                                                |
| 32                                             | 11 октября 2006                                | Фарерские острова                              | 5:0                                            | 1                                              | Отборочные матчи ЧЕ-2008                       |                                                |
| 33                                             | 15 октября 2006                                | Греция                                         | 1:0                                            | —                                              | Товарищеский матч                              |                                                |
| 34                                             | 7 февраля 2007                                 | Аргентина                                      | 0:1                                            | —                                              | Товарищеский матч                              |                                                |
| 35                                             | 24 марта 2007                                  | Литва                                          | 1:0                                            | 1                                              | Отборочные матчи ЧЕ-2008                       |                                                |
| 36                                             | 28 марта 2007                                  | Австрия                                        | 1:0                                            | —                                              | Товарищеский матч                              |                                                |
| 37                                             | 2 июня 2007                                    | Украина                                        | 2:0                                            | 1                                              | Отборочные матчи ЧЕ-2008                       |                                                |
| 38                                             | 6 июня 2007                                    | Грузия                                         | 1:0                                            | —                                              | Отборочные матчи ЧЕ-2008                       |                                                |
| 39                                             | 22 августа 2007                                | Словакия                                       | 1:0                                            | —                                              | Товарищеский матч                              |                                                |
| 40                                             | 8 сентября 2007                                | Италия                                         | 0:0                                            | —                                              | Отборочные матчи ЧЕ-2008                       |                                                |
| 41                                             | 12 сентября 2007                               | Шотландия                                      | 0:1                                            | —                                              | Отборочные матчи ЧЕ-2008                       |                                                |
| 42                                             | 13 октября 2007                                | Фарерские острова                              | 6:0                                            | 1                                              | Отборочные матчи ЧЕ-2008                       |                                                |
| 43                                             | 16 ноября 2007                                 | Марокко                                        | 2:2                                            | —                                              | Товарищеский матч                              |                                                |
| 44                                             | 6 февраля 2008                                 | Испания                                        | 0:1                                            | —                                              | Товарищеский матч                              |                                                |
| 45                                             | 26 марта 2008                                  | Англия                                         | 1:0                                            | —                                              | Товарищеский матч                              |                                                |
| 46                                             | 27 мая 2008                                    | Эквадор                                        | 2:0                                            | —                                              | Товарищеский матч                              |                                                |
| 47                                             | 31 мая 2008                                    | Парагвай                                       | 0:0                                            | —                                              | Товарищеский матч                              |                                                |
| 48                                             | 3 июня 2008                                    | Колумбия                                       | 1:0                                            | —                                              | Товарищеский матч                              |                                                |
| 49                                             | 9 июня 2008                                    | Румыния                                        | 0:0                                            | —                                              | Финальные матчи ЧЕ-2008                        |                                                |
| 50                                             | 13 июня 2008                                   | Нидерланды                                     | 1:4                                            | —                                              | Финальные матчи ЧЕ-2008                        |                                                |
| 51                                             | 17 июня 2008                                   | Италия                                         | 0:2                                            | —                                              | Финальные матчи ЧЕ-2008                        |                                                |
| 52                                             | 6 сентября 2008                                | Австрия                                        | 1:3                                            | —                                              | Отборочные матчи ЧМ-2010                       |                                                |
| 53                                             | 10 сентября 2008                               | Сербия                                         | 2:1                                            | 1                                              | Отборочные матчи ЧМ-2010                       |                                                |
| 54                                             | 19 ноября 2008                                 | Уругвай                                        | 0:0                                            | —                                              | Товарищеский матч                              |                                                |
| 55                                             | 11 февраля 2009                                | Аргентина                                      | 0:2                                            | —                                              | Товарищеский матч                              |                                                |
| 56                                             | 2 июня 2009                                    | Нигерия                                        | 0:1                                            | —                                              | Товарищеский матч                              |                                                |
| 57                                             | 5 июня 2009                                    | Турция                                         | 1:0                                            | —                                              | Товарищеский матч                              |                                                |
| 58                                             | 12 августа 2009                                | Фарерские острова                              | 1:0                                            | —                                              | Отборочные матчи ЧМ-2010                       |                                                |
| 59                                             | 5 сентября 2009                                | Румыния                                        | 1:1                                            | —                                              | Отборочные матчи ЧМ-2010                       |                                                |
| 60                                             | 9 сентября 2009                                | Сербия                                         | 1:1                                            | —                                              | Отборочные матчи ЧМ-2010                       |                                                |
| 61                                             | 10 октября 2009                                | Фарерские острова                              | 5:0                                            | 1                                              | Отборочные матчи ЧМ-2010                       |                                                |
| 62                                             | 14 ноября 2009                                 | Ирландия                                       | 1:0                                            | 1                                              | Отборочные матчи ЧМ-2010                       |                                                |
| 63                                             | 18 ноября 2009                                 | Ирландия                                       | 1:1                                            | —                                              | Отборочные матчи ЧМ-2010                       |                                                |
| 64                                             | 3 марта 2010                                   | Испания                                        | 0:2                                            | —                                              | Товарищеский матч                              |                                                |
| 65                                             | 26 мая 2010                                    | Коста-Рика                                     | 2:1                                            | —                                              | Товарищеский матч                              |                                                |
| 66                                             | 30 мая 2010                                    | Тунис                                          | 1:1                                            | —                                              | Товарищеский матч                              |                                                |
| 67                                             | 4 июня 2010                                    | Чили                                           | 0:1                                            | —                                              | Товарищеский матч                              |                                                |
| 68                                             | 11 июня 2010                                   | Уругвай                                        | 0:0                                            | —                                              | Финальные матчи ЧМ-2010                        |                                                |
| 69                                             | 17 июня 2010                                   | Мексика                                        | 0:2                                            | —                                              | Финальные матчи ЧМ-2010                        |                                                |

Итого: 69 матчей / 14 голов; 37 побед, 19 ничьих, 13 поражений.